# Roman Słudnow
Roman Andriejewicz Słudnow; ros. Роман Андреевич Слуднов (ur. 24 lutego 1980 w Omsku), rosyjski pływak specjalizujący się w stylu klasycznym, medalista olimpijski, mistrzostw Świata i Europy.
W 2001 r. wybrany najlepszym Pływakiem w Europie.
Odznaczony tytułem Zasłużonego Mistrza Sportu oraz w 2000 r. odznaczony Medalem Orderu „Za zasługi dla Ojczyzny”.

## Odznaczenia
- Zasłużony Mistrz Sportu
- Medal Orderu „Za zasługi dla Ojczyzny” II klasy (2000)